# اچ‌ام‌اس لئوپارد (اف۱۴)
اچ‌ام‌اس لئوپارد (اف۱۴) (به انگلیسی: HMS Leopard (F14)) یک کشتی بود. این کشتی در سال ۱۹۵۵ ساخته شد.